# Alexandre Delcommune
Alexandre Delcommune (Namur, 6 de octubre de 1855 - Bruselas, 7 de agosto de 1922) fue un explorador y administrador colonial belga.

## Biografía

### Primeros años
Fue hijo de Renier Delcommune, sargento mayor del cuerpo de ingenieros, y de Marie Thérèse Wiard. Trabajó para los ferrocarriles belgas, primero como oficinista y luego como secretario del director de la estación de Bruselas Norte. Tras una corta estancia en Portugal en 1874 para trabajar en una fábrica de aceite de oliva, llegó a  Luanda y trabajó como subdirector de fábrica y luego como gerente de una compañía francesa en Ambriz y en Boma.  

### Exploración del Congo
En 1883, regresó a Bélgica pero ese mismo año volvió a África, contratado por la Asociación Internacional del Congo (AIC) para representar a la organización en el Bajo Congo. Un año después, fue nombrado director de las fábricas belgas en Boma y Noki. Se casó con Mabengia Elelo, hija del principal jefe tribal congoleño de Boma. 
Fue responsable de lograr que los jefes locales congoleños aceptaran la soberanía belga, gracias a sus relaciones con ellos y al matrimonio con la hija del jefe principal de Boma. En abril de 1884 se firmaron tres acuerdos importantes que posteriormente permitirían a Leopoldo II, en la Conferencia de Berlín de 1884,  conseguir el territorio que más adelante formaría el Estado Libre del Congo. 
En 1886, Delcommune se unió a la Compañía del Congo para el Comercio y la Industria (C.C.C.I.) , una organización creada por Leopoldo II cuyo objetivo era explorar la cuenca del río Congo y sus recursos. Se le encargó evaluar la rentabilidad de un proyecto ferroviario que uniera el Bajo Congo con el lago Pool Malebo y realizar un reconocimiento comercial del Alto Congo. Debía explorar toda la zona navegable de la cuenca del Congo y determinar qué tipos y cantidades de mercancías se venderían mejor allí. Delcommune hizo transportar por tierra los componentes del vapor Le Roi des Belges durante cuatro meses hasta Kinsasa, donde se ensambló el barco, tarea que llevó otros cinco meses.
En marzo de 1888, usando el barco Le Roi des Belges, exploró las regiones de Kasai y Sankuru, el lago Mai-Ndombe, y los territorios de Kwango y Kwilu. Remontó el río Congo hasta las Cataratas Bomoya, y exploró los ríos Lomami y Aruwimi. Recorrió cerca de doce mil kilómetros de vías navegables en un año, demostrando que el Lomami era un afluente del río Congo, tal como Stanley había sospechado. Este descubrimiento abrió una ruta importante hacia el interior del Congo y jugó un papel considerable en el desarrollo del Estado Libre del Congo.
Delcommune regresó a Bélgica y trajo consigo una gran colección de fotografías tomadas por su asistente Demeuse y de productos comercializables. Su informe de misión concluyó que la línea ferroviaria era rentable.

### Expedición a Katanga

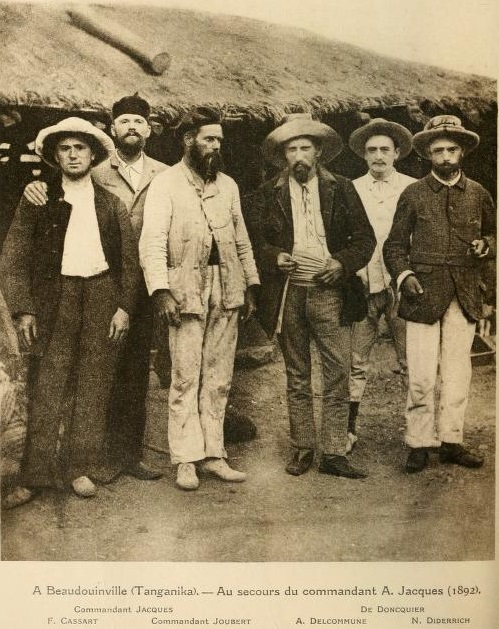
Alexandre Delcommune con los miembros de su expedición a Baudouinville en 1892

A instancias de Leopoldo II, en 1889 se creó una fuerza expedicionaria, la Compañía de Katanga, que fue enviada a Katanga al mando de Delcommune para explorar la región, evaluar sus riquezas y los problemas de comunicación. La expedición partió de Kinshasa en octubre de 1890 en dos pequeños vapores. El geólogo Norbert Diderrich, el naturalista Protche, el doctor Paul Briart, el barón Roest d'Alkemade y el conde Soustchof acompañaron a Delcommune. Remontaron el Lomami hasta Bena-Kamba, luego llegaron a N'Gandu, residencia del líder congoleño Gongo Lutete, y donde Protche y Roest d'Alkemade, exhaustos y enfermos, abandonaron la expedición. 
En mayo de 1891, Delcommune partió de nuevo hacia Katanga. Remontó el Lualaba desde Bena-Kamba, una ruta extremadamente difícil con numerosos rápidos. En mayo de 1891, se encontraron con Rachid, sobrino y sucesor del traficante de esclavos Tippu Tip, quien les prestó porteadores. Delcommune continuó entonces por tierra, firmando tratados con los jefes locales a lo largo del camino. El convoy fue atacado, el doctor Briart resultó herido y el capitán Hakanson murió, pero finalmente llegaron a Bunkeia, en octubre de 1891. Delcommune partió de Bunkeia a finales de octubre de 1891 y se dirigió a Tenke y Mushima, donde llegó en diciembre, tras haber perdido a 270 de las 670 personas de su caravana. Debido a la imposibilidad de descender el Lualaba en barcas, la expedición regresó a Bunkeia.
En agosto de 1892, la expedición de Delcommune regresó al norte a través del lago Tanganica y allí, en la ciudad de Kalemie, rescató a un grupo de misioneros de la Sociedad Misionera de Londres en Albertville que estaban amenazados por traficantes de esclavos árabes. 

### Últimos años
Regresó a Europa en 1895 y Leopoldo II le ofreció un puesto como inspector del Estado Libre del Congo, pero Delcommune lo rechazó por no querer pasar más tiempo en África, ya que estaba en desacuerdo con las brutales técnicas empleadas por los europeos para desarrollar la economía del caucho. Sin embargo, regresó al Congo ese mismo año para unirse a la Sociedad Anónima Belga para el Comercio del Alto Congo y permaneció allí trabajando un año y medio.
Delcommune continuó viajando, visitando Brasil y las colonias holandesas y británicas en Asia. Durante la Primera Guerra Mundial, Delcommune atacó duramente a la administración colonial. Exigió mejores servicios sanitarios, un sistema educativo centrado principalmente en la agricultura, la reducción del precio de los bienes coloniales que debían pagar los africanos y precios mínimos para los productos indígenas. 

## Obras
- L'avenir du Congo Belge menacé: bilan des dix premières années (1909-1918) d'administration coloniale gouvernementale [El futuro del Congo Belga amenazado: balance de los primeros diez años (1909-1918) de la administración colonial gubernamental] (1919).
- Notre Voyage au Congo en 1920 [Nuestro viaje al Congo en 1920] (1921).
- Vingt années de vie africaine. Récit de voyages, d'Aventures et d'Exploration au Congo belge, 1874-1893 [Veinte años de vida africana. Relato de viajes, aventuras y exploraciones en el Congo Belga, 1874-1893] (1922).